# Rio Culuene
O Rio Culuene, ou Rio Kuluene é um rio 600 km afluente do rio Xingu no Mato Grosso, estado do oeste do Brasil. As principais atividades econômicas da região são a agricultura e a pecuária.
Une-se ao Xingu pelo sudeste no Parque Indígena do Xingu . A Reserva Biológica do Culuene fica ao sul do parque no município de Paranatinga, Mato Grosso.

## Infraestrutura
As pousadas da região buscam oferecer todo o conforto para que os pescadores, além de realizarem boas pescarias, também sintam-se bastante a vontade no período de suas estadias, oferecendo boas instalações de hospedagem e alimentação com pratos típicos e tempero bem ao gosto do pescador.

## Pesca
A pescaria é realizada em barcos de alumínio para dois pescadores, barcos e motores apropriados e guias que conhecem a região. Acompanha caixa térmica e bebidas geladas.

### Principais espécies
Piraíba (filhote), pirarara, jaú e cacharas, jurupoca, jurupensen, cachorra larga, bivuda, tucunaré, trairão, corvina, palmito e matrinchã

### Modalidades de pesca
Pesca de rodada, pesca fundeada (apoitada), pesca de arremesso (bait casting) e fly fishing.

### Temporada de pesca
Março, abril e maio (Rio Cheio) Piraíba (filhote), pirarara, jaú e cacharas grandes
Março a outubro - Jurupoca, jurupensen, corvina, palmito (mandobé), pacu peva, pirarara, cachorra larga, bicuda, jaú, barbado e cachara. Tucunaré e trairão nos lagos.
Junho - Cacharas grandes e inicio das matrinchã.
Junho/Setembro - matrinchã.
Outubro - (Inicio da Chuva) - piraíba (filhote).